# المدور دل کامپو
المدور دل کامپو (به اسپانیایی: Almodóvar del Campo) یک شهرستان در اسپانیا است که در استان سیوداد رئال واقع شده‌است.